# Salemi
Salemi est une commune de la province de Trapani, dans la région Sicile, en Italie.

## Histoire
Salemi vient du mot arabe salem (personne de paix) ou salim, qui veut dire « saint de toute atteinte physique ou moral » et ou du mot salema asslama salimi, qui signifie « qui s'est soumis à Allah » converti à l'islam.[réf. nécessaire]
À l'âge du bronze tardif, les Sicanes ont établi à Mokarta un vaste village et une nécropole. Puis, entre les IXe et VIIIe siècles av. J.-C. les Élymes se sont installés sur le monte Polizzo et l'ont occupé jusqu'à la fin du Ve siècle av. J.-C..
Occupé durant l'époque grecque (Ve-IVe s. av. JC), comme l'attestent les résultats des fouilles menées par l'université du Nord de l'Illinois, le bourg actuel pourrait être l'emplacement de l'antique Halicyae, cité sicane sous influence punique et élyme, mentionnée par Diodore de Sicile. Elle est alliée à Ségeste contre Sélinonte. 

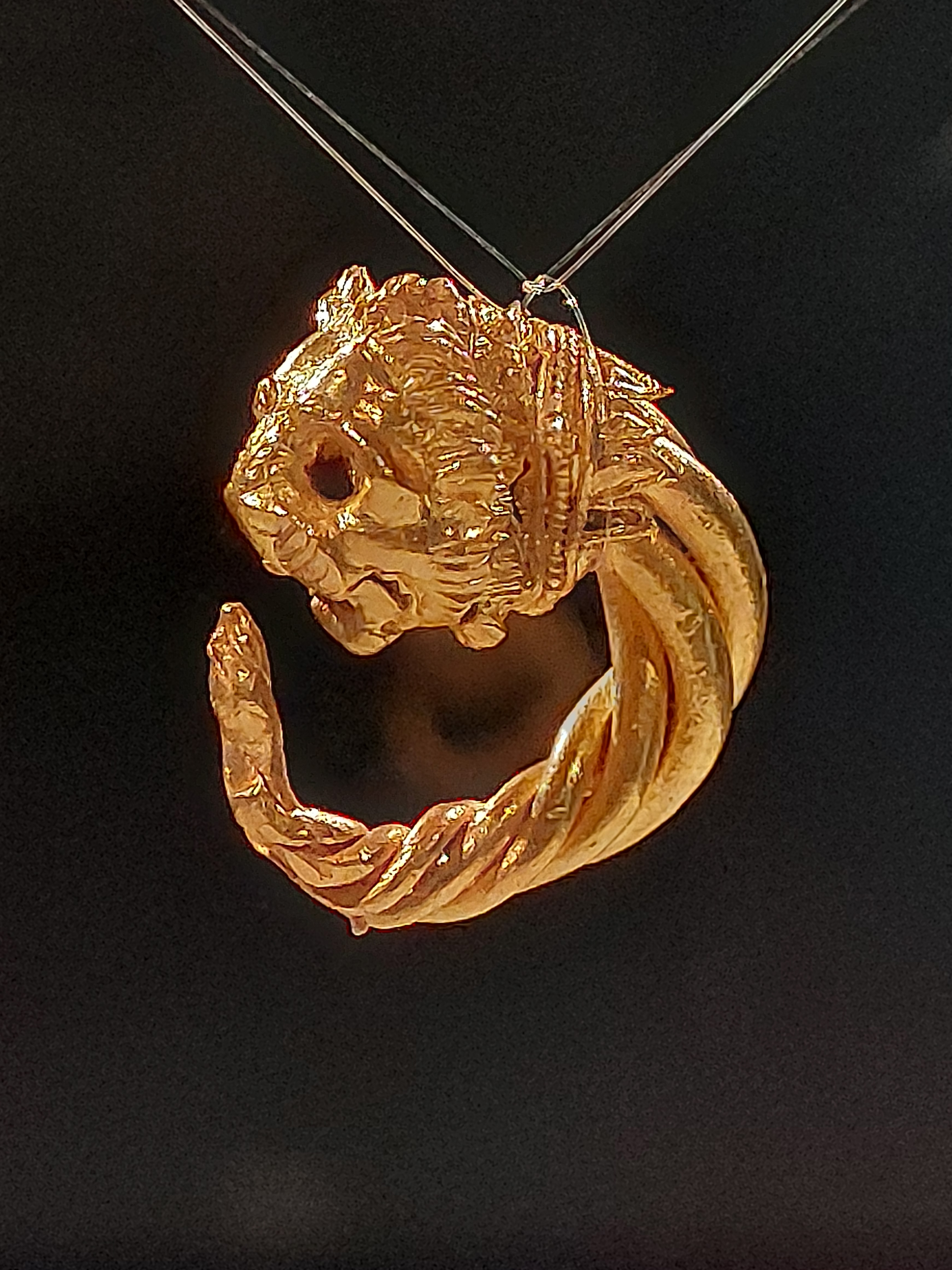
Boucle d'oreille en or à tête de lion, trouvée près du château normand, dans les vestiges d'une maison de l'époque grecque.

Sous la domination romaine, Halicyae est l'une des seules cités siciliennes, avec Centuripe, Halaesa, Panormus et Ségeste, à être libres et partiellement exemptes d’impôts (civitates liberae et immunes), puis elle décline lors des incursions des Vandales puis de grandes épidémies. Une citerne de l'époque de la république romaine a été découverte près de San Miceli.
Découverts par Antonino Salinas à la fin du XIXe siècle, les vestiges de la nécropole et la basilique paléochrétienne de San Miceli (Ve – VIe siècles) témoignent de l'existence d'un peuplement important sous la Sicile byzantine.
Les musulmans nomment la ville Salemi et lui apportent un développement économique et démographique autour de l'agriculture. Les Normands accentuent sa croissance en tant que domaine du comte Roger de Sicile qui fait construire un château qui domine la cité auprès duquel les archéologues ont retrouvé des traces d'un bâtiment public islamique. Le géographe arabe al-Idrisi décrit Salemi en 1154 comme « une ville très vaste et peuplée dominée par une forteresse en excellente position ».
Le château est reconstruit par Frédéric II avec l'adjonction d'un donjon.
En 1270, la ville est touchée par la peste transmise par les soldats de l'armée de Louis IX revenant d'Afrique, après quoi elle se place sous le patronage de Nicolas de Bari. En 1296, Frédéric II d'Aragon vend la ville à Blasco Alagona lequel renonce à l'achat face à l'hostilité des citoyens. Le 12 avril 1392, le château accueille  Martin Ier et Marie de Navarre débarqués à Trapani pour leur couronnement à Palerme.
En 1542, l’intercession de San Biagio aurait arrêté une invasion de criquets, dont le souvenir est célébré chaque 3 février autour de rites religieux et des petits pains votifs, appelés cuddureddi di San Brasi. En 1551, Charles Quint accorde à Salemi le titre d '"Urbs fidelis". 
En 1802, le conseil municipal de Salemi est élevé au rang de Sénat, et la ville participe à la Révolution sicilienne de 1848 contre les Bourbons, en conséquence de quoi une grande partie de son territoire est affecté à la commue voisine de Santa Ninfa.
Débarqué à la tête des Mille le 11 mai 1860 à Marsala, Giuseppe Garibaldi entre à Salemi le lendemain. Le 14, il se proclame « dictateur de Sicile » au nom de Victor-Emmanuel II et proclama Salemi « capitale de l’Italie » pour une journée. En 1891, Humbert Ier donne à son neveu, Humbert de Savoie-Aoste, le titre de comte de Salemi.
Salemi subit les destructions du séisme de janvier 1968 dans la Val du Belice mais il est décidé que ne déplacer qu'une partie limitée du centre historique vers un nouveau quartier, « Paese Nuovo », près du couvent des Capucins.

## Administration
| Période                                  | Période | Identité        | Étiquette | Qualité |
| ---------------------------------------- | ------- | --------------- | --------- | ------- |
| 30 juin 2008                             | 2012    | Vittorio Sgarbi | UDC - DC  |         |
| Les données manquantes sont à compléter. |         |                 |           |         |

Sous l'administration de Vittorio Sgarbi la ville de Salemi a été commissariée par l'État à cause des infiltrations mafieuses, où il a été jugé responsable par la Ministre Anna Maria Cancellieri d'avoir facilité la présence de la Mafia,.

### Hameaux
Sinagia, Filci, Gorgazzo, San Ciro Fontana Bianca, San Ciro Petrazzi, Ulmi, Pusillesi.

### Communes limitrophes
Calatafimi-Segesta, Castelvetrano, Marsala, Mazara del Vallo, Santa Ninfa, Trapani, Vita.

### Évolution démographique
Habitants recensés

## Personnalités liées à la ville
- Francesco d'Aguirre, né en 1682 à Salemi, refonde l'université de Turin à la demande de Victor-Amédée II. Son oncle Diego D'Aguirre, a été à l'Université La Sapienza de Rome, professeur de Pietro Metastasio et Prospero Lambertini.
- De 2008 à 2012, son maire est le critique d'art Vittorio Sgarbi.
- Les cousins mafieux Ignazio et Antonino Salvo.